# Mentuhotep I
Mentuhotep I (egentligen Mentuhotepaa, Mentuhotep den äldre) var en farao under 11:e dynastin som härskade från Thebe i Övre Egypten omkring 2137-2133 f. Kr. Inga samtida monument från hans tid har upptäckts, vilket gör att många egyptologer anser honom som en senare påhittad fiktiv anfader.
På en staty från Heqaib i Elefantine vars överdel saknas, beskrivs han som fader till Gudarna (jt-nTr.w). Med "Gudarna" menas troligen hans efterträdare, kungarna Intef I och Intef II, som av eniga forskare anses vara hans söner. Detta kan tyda på att Mentuhotep I inte var en kung utan snarare en furste, eftersom en sådan titel vanligtvis tillhörde icke-kungliga förfäder.
I Karnaklistan kan det vara hans (skadade) namn som står i kartusch nummer 12.